# Station Brockley
Brockley is een spoorwegstation van London Overground aan de East London Line in Londen. Het station wordt aangedaan door treinen van London Overground en Southern.